# Il Parnaso confuso

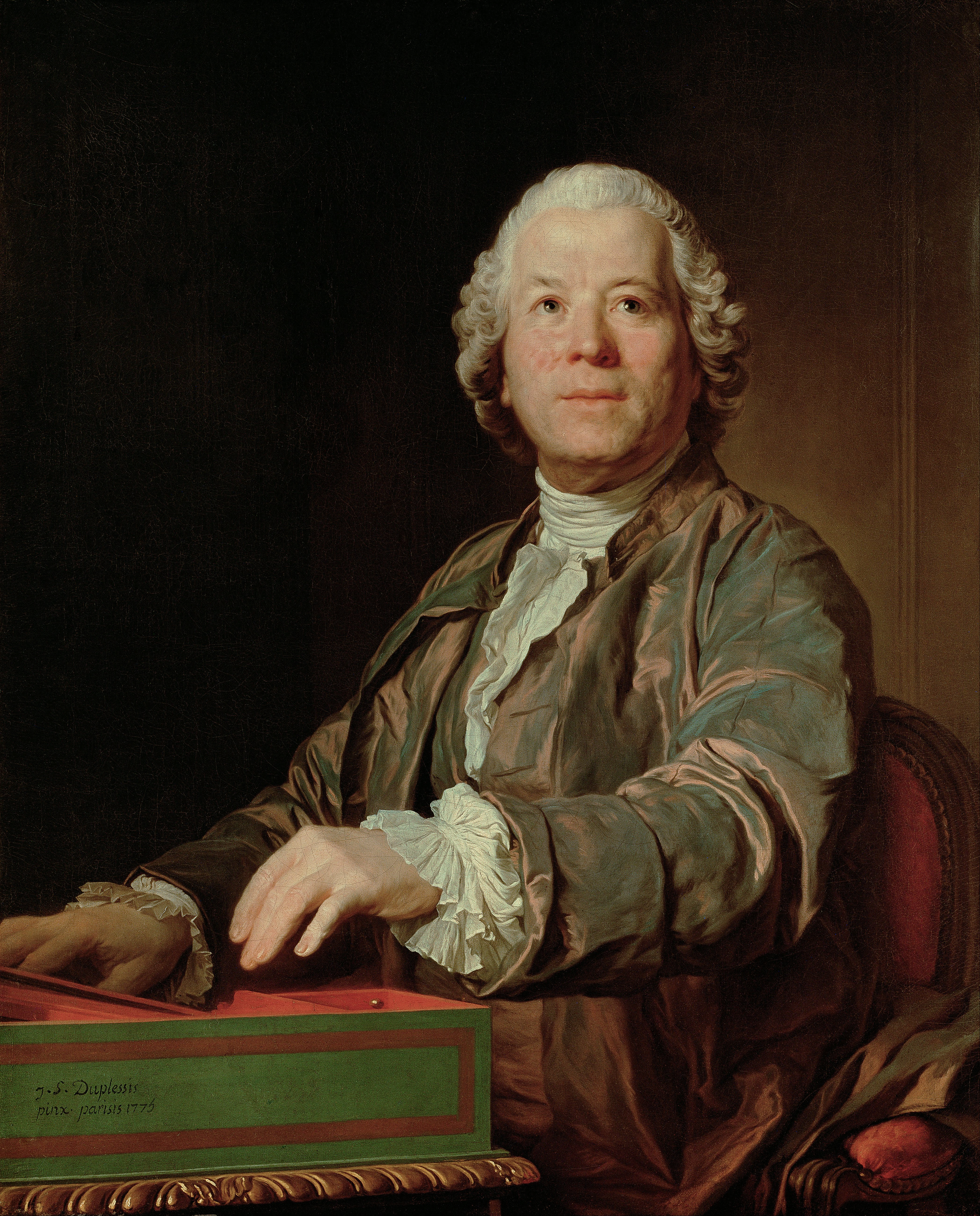
Christoph Willibald Gluck

Il Parnaso confuso (Parnassos i kaos) är en opera (azione teatrale) i en akt med musik av Christoph Willibald Gluck och libretto av Pietro Metastasio.

## Historia
Gluck komponerade tre nya verk till festligheterna av den blivande kejsare Josef II:s andra äktenskap (de andra två verken var operan Telemaco och baletten Semiramis). Il Parnaso confuso sjöngs av medlemmar av den kejserliga familjen, vilket förklarar fördelningen av svårighetsgrad mellan de fyra sopranrollerna då sångpartierna tillhörande Erato och Euterpe är kortare och enklare än Apollos och Melpomenes. Den blivande kejsaren Leopold II dirigerade orkestern från cembalo. Operan hade premiär den 24 januari 1765 på slottet Schönbrunn i Wien.

## Personer
| Roller    | Stämma | Rollbesättning vid premiären                 |
| --------- | ------ | -------------------------------------------- |
| Apollo    | sopran | Ärkehertiginnan Maria Amalia av Österrike    |
| Melpomene | sopran | Ärkehertiginnan Maria Elisabeth av Österrike |
| Erato     | sopran | Ärkehertiginnan Maria Karolina av Österrike  |
| Euterpe   | sopran | Ärkehertiginnan Maria Josefa av Österrike    |

## Handling
Apollo uppmanar muserna att förbereda en konstnärlig uppvaktning för det kungliga bröllopet. Men de tillbringar dagen med att lättjefullt kläcka och förkasta idéer. När morgonen gryr har de inget att komma med. Apollo försäkrar dem att ett sådant storslaget och ärofyllt tema som detta kungliga bröllop kommer att inspirera dem till stordåd och de avslutar operan med en självsäker dans.